# Jikji
Le Jikji (en hangeul : 직지, en hanja : 直指), (prononciation coréenne : /tɕiktɕ͈i/) est le plus ancien livre connu à avoir été imprimé au moyen de la technique de la typographie métallique, en 1377.
Son titre complet est Baegun hwasang chorok buljo jikji simche yojeol  (en hangeul : 백운화상초록불조직지심체요절 ; en hanja : 白雲和尙抄錄佛祖直指心體要節, en français : « Compilation par le Révérend Paegun d'extraits essentiels de la montrance directe du substrat de l'esprit par les bouddhas et les patriarches »). Le colophon de la dernière page en attribue la compilation au religieux bouddhiste de l'école coréenne du seon, le Révérend Paegun Kyŏnghan (en hanja 白雲 景閑, 1298 - 1374) (hangeul : 백운 ; hanja : 白雲, littéralement : « Blanc Nuage »).
Imprimé durant la dynastie des Wang du Koryŏ (918-1392) en 1377 en deux rouleaux (卷, 권), il s'agit du plus ancien livre existant au monde imprimé avec des caractères métalliques amovibles. L'UNESCO a confirmé que le Jikji était le livre le plus ancien imprimé connu avec des caractères métalliques amovibles en septembre 2001 et l'a inclus dans le programme Mémoire du monde.
Le Jikji a été publié dans le monastère de Hŭngdŏk (興德寺 흥덕사) en 1377 (dont l'existence a été confirmée par des fouilles de sauvetage effectuées en 1985 sur le site dans la ville de Ch'ŏngju), 78 ans avant la Bible de Gutenberg, dite à 42 lignes, imprimée durant les années 1452-55.
Le premier volume du Jikji de l'édition de 1377 est actuellement perdu; seul le second volume existe à ce jour. En revanche, il en existe d'autres exemplaires dont l'édition xylographiée de 1378 qui est complète et en bon état, conservée au Changsŏgak de l'Académie des études coréennes (AKS).
L'édition de 1377 du Jikji est conservée à la division des Manuscrits orientaux de la Bibliothèque nationale de France.

## Auteur
Le Jikji fut compilé par le moine bouddhiste Paegun Kyŏnghan (白雲 景閑, 1298–1374) dont le nom religieux est Kyŏnghan (景閑) et le titre bouddhique, Paegun (白雲). La biographie du Révérend Paegun est connue à partir de 1351, date du début de son séjour d'étude du Dharma dans la Chine des Yuan (1271-1354), à l'âge de 54 ans. De retour au Koryŏ au printemps 1352, il fut, pendant une brève période, le supérieur des monastères d'Anguk (en 1354) et Sin'gwang (en 1365) à Haeju (ville de l'actuelle province du Hwanghae). Son activité se déploya pendant le règne du roi Kongmin (恭愍王 공민왕, r. 1351-1374) qui chercha, en vain, à le faire venir à la cour en 1357. En 1372, séjournant dans les monts Sŏngbul (成佛山 성불산, site dont la localisation est incertaine), il aurait compilé le Jikji en deux livres (ou rouleaux) à la demande d'un de ses disciples, le moine Pŏmnin (法厸, ?-?). Il a, entre autres, écrit Paegun Hwasang Onok ; il a développé la forme zen de musim (cœur totalement vide). Paegun mourut au monastère de Ch'wiam (鷲岩寺 취암사) à Yŏju (驪州 여주, ville de l'actuelle province du ) en 1374, dans sa 77e année.

## Contenu
Le Jikji est une collection d’extraits d'enseignement de bouddhas et de patriarches organisée selon la généalogie de l'école chinoise du Chan, depuis les Sept bouddhas du passé, jusqu'aux patriarches et maîtres de Chan chinois en passant par les patriarches de l'Inde. En cela, l'ouvrage rédigé en chinois classique présente une grande diversité de genres de la littérature du Chan jusqu'au début du XIVe siècle. Paegun cite abondamment les Annales de la transmission de la Lampe de l'ère Jingde (景德傳燈錄 경덕전등록, le Jingde Chuandenglu) ainsi que la Réunion des hymnes choisis de l'école du Sŏn et des propos et hymnes choisis (禪門拈頌.拈頌說話會集 선문념송.념송설화회집, le Sŏnmun Nyŏmsong Nyŏmsong sŏrhwa hoejip). En plus de compiler des extraits de ces sommes de l'école du Chan, Paegun en résume généralement la pointe de l'enseignement, propre à "montrer directement le substrat de l'esprit", c'est-à-dire à susciter l'Éveil. De plus, on trouve une vingtaine de courts commentaires, vraisemblablement de la main de Paegun. En cela, la compilation de Paegun constituait une synthèse des connaissances fondamentales que devaient posséder les religieux du Sŏn à la fin du XIVe siècle. En raison de son caractère synthétique et du contexte de sa rédaction, on peut considérer le Jikji comme un guide, un manuel d'apprentissage pour les pratiquants du Sŏn. Le bouddhisme était en effet religion d'Etat de la dynastie des Wang du Koryŏ  (918–1392).
Le Jikji se compose de deux rouleaux, mais leur division ne présente pas de caractère fonctionnel. Selon le colophon de l'édition de 1377 du Jikji, l'ouvrage aurait été imprimé dans le monastère de Hŭngdŏk. Seul le second rouleau du Jikji est conservé aujourd'hui dans la division des Manuscrits orientaux de la Bibliothèque nationale de France, dont il manque le premier feuillet (plié, il correspond à deux pages).

## Impression
Le colophon de l'édition de 1377 imprimé sur la dernière page du Jikji nous informe sur le contexte de sa publication :
« Un jour du 7e mois de l'an 7 de l'ère Xuanguang, l'année chŏng-sa
Imprimé et diffusé en caractères fondus du monastère de Hŭngdŏk de l'extérieur de la préfecture de Ch'ŏngju
Collecteurs exhortant au bien :
Disciples : Sŏkch'an, Talcham

Donatrice : la bhiksuni  Myodŏk »
Le colophon précise ainsi la date, le lieu de la publication, la technique employée pour l'impression, et les initiateurs de la publication : des disciples religieux du maître Paegun ainsi que la religieuse Myodŏk.
Les dimensions de la plaque de métal utilisée sont de 24,6 × 17 cm. Le papier utilisé est très léger et blanc. L'impression comporte de nombreuses imperfections de détail répertoriées par les spécialistes sud-coréens de l'histoire de l'imprimerie. La couverture de l'édition de 1377 du Jikji fut entièrement refaite au XIXe siècle, vraisemblablement à l'initiative de Victor Collin de Plancy qui y coucha l'annotation suivante : « Le plus ancien livre coréen imprimé connu en caractères fondus, avec date : 1377. » Le titre du Jikji (直指) figure sur la page de couverture ainsi que sur la tranche de l'ouvrage (Jikji simgyŏng 直指心經), écrit à l'encre de Chine.
Certaines lignes imprimées ne sont pas droites, mais de travers. L'irrégularité de la surface des caractères métalliques explique l'irrégularité de l'impression et du niveau d'encre. Certains caractères, tels que « jour » (日) ou « un » (一), sont écrits en sens inverse, alors que d'autres lettres ne sont pas imprimées entièrement.

## Bibliothèque nationale de France
Vers la fin de la dynastie Joseon, un diplomate français a acheté le deuxième volume du jikji à Séoul et l'a emporté en France, où il est maintenant conservé à la Bibliothèque nationale de France à Paris.
Il fut acquis par Victor Collin de Plancy, premier consul de France, en poste à Séoul vers la fin de la dynastie Joseon, puis légué à la Bibliothèque nationale de France en 1950 par Henri Vever. Il y est conservé au département des Manuscrits. Il est consultable dans son intégralité en mode numérisé de haute définition.
Selon les registres de l'UNESCO, Le Jikji «faisait partie de la collection de Victor Collin de Plancy, chargé d'affaires à l'ambassade de France à Séoul en 1887, sous le règne du roi Kojong. Le livre passa ensuite entre les mains d'Henri Véver, collectionneur de classiques, lors d'une vente aux enchères à l'hôtel Drouot en 1911, et lorsqu'il mourut en 1950, il fut offert à la Bibliothèque Nationale de France, où il se trouve depuis. »
Il n’existe aujourd’hui que 38 feuilles du deuxième volume de l’édition imprimée sur métal.
En mai 1886, la Corée et la France concluent un traité de défense et de commerce. En 1887, Kim Yunsik (1835-1922) et Victor Collin de Plancy (1853) ont noué des relations diplomatiques officielles. –1924).
Diplômé en droit en France et étudiant le chinois, Plancy travailla pendant six ans comme traducteur à la légation de France en Chine, entre 1877 et 1883. En 1888, il se rendit à Séoul en tant que premier consul de France en Corée jusqu'en 1891. Au cours de son séjour prolongé en Corée, d'abord comme consul puis à nouveau comme ministre diplomatique de 1896 à 1906, Victor Collin de Plancy collectionna des céramiques coréennes et des livres anciens.
Bien que les voies par lesquelles Plancy a collecté ses œuvres ne soient pas clairement connues, il semble les avoir recueillies principalement au début des années 1900. La plupart des livres anciens rassemblés par Plancy en Corée ont été vendus à la Bibliothèque nationale de France lors d'une vente aux enchères en 1911, tandis que le Jikji fut acheté la même année pour 180 francs par Henri Véver (1854-1943), joaillier et collectionneur de livres anciens, qui en a fait don à la Bibliothèque nationale de France par testament.

## Présentations duJikjiau grand public international: 1900 puis 1972
Le Jikji imprimé de 1377 fut présenté pour la première fois au grand public lors de l'Exposition Universelle de Paris de 1900 dans le Pavillon de la Corée. De plus, une notice signalant son ancienneté fut insérée dans le Supplément à la Bibliographie coréenne (notice no 3738) compilée par le diplomate orientaliste français Maurice Courant (1865-1935) et publié en 1901. L'annexion de l'empire de Corée par l'empire du Japon en 1910 puis l'occupation de la Corée par le Japon jusqu'en 1945, interrompit les échanges diplomatiques et académiques avec la péninsule coréenne, aboutissant à faire tomber dans l'oubli l'existence du Jikji en dehors d'un cercle étroit de spécialistes connaisseurs des travaux de Maurice Courant.
En 1972, le Jikji fut exposé à Paris lors de la première édition de l"Année internationale du livre" (entre mai et octobre) organisée par la Bibliothèque nationale de France, attirant pour la seconde fois, mais cette fois-ci durablement, l'attention du monde entier. À cette occasion, Mme Park Byung Sun, auteur d'une thèse et bibliothécaire contractuelle à la Bibliothèque nationale de France fut la première à attirer l'attention des médias sud-coréens sur la "redécouverte" du Jikji, suscitant dès lors un engouement pour le Jikji comme élément remarquable du patrimoine religieux et scientifique de la Corée. Le Jikji demeure surtout connu comme une prouesse technique : celle de la mise au point de la technique d'imprimerie en typographie métallique, dont les premières mentions connues datent de la première moitié du XIIIe siècle.
Le Dr. Park décéda en 2011. Elle a fait l'objet d'un grand hommage en Corée du Sud, la considérant comme une figure de la mise en valeur du patrimoine culturel coréen.
Le jikji a été imprimé avec une impression métallique dans le temple de Heungdeok, à la périphérie de Cheongjumok, en juillet 1377, un fait inscrit dans son post-scriptum. Le fait qu’il ait été imprimé dans le temple Heungdeok à Uncheondong, Cheongju, a été confirmé lorsque l’Université de Cheongju a fouillé le site du temple de Heungdeok en 1985.
Le monastère de Hŭngdŏk a été partiellement reconstruit en 1987 à proximité du site de fouilles. En 1992, le musée d’Imprimerie ancienne de Cheongju (Ch'ŏngju en McCune-Reischauer, 청주고인쇄박물관 淸州古印刷博物館) a été ouvert. Le musée met particulièrement en valeur le Jikji. Il constitue le centre le plus actif de la diffusion des connaissance sur le Jikji au niveau national et international.
Le 4 septembre 2001, le Jikji a été officiellement ajouté à la Mémoire du monde de l'UNESCO. Le "Prix Jikji Mémoire du monde" a été créé en 2004 pour commémorer la création du Jikji.

## Controverse
Le droit de propriété du Jikji a été contesté en Corée du Sud par la ville de Cheongju. La Bibliothèque nationale de France soutient que le Jikji, acquis légalement, est propriété de la France (depuis la donation dont il a été l'objet conformément aux dernières volontés de son dernier acquéreur privé en 1952), alors que des activistes coréens soutiennent qu'il devrait appartenir à la Corée. La Bibliothèque nationale de France a déclaré qu'en tant qu'artéfact historique important pour l'humanité, le Jikji devrait rester en France, car il représente un patrimoine mondial commun et n'appartient pas à un seul pays.
En outre, la BNF soutient que le Jikji serait mieux conservé et exposé en France en raison du prestige et des ressources dont dispose la bibliothèque. Cependant, les organisations coréennes pensent qu'il appartient à son pays d'origine et qu'il revêt une signification historique pour le peuple coréen.
D'avril à juin 2011, 297 volumes contenant 191 Uigwe différents du Kyujanggak ont été réexpédiés en quatre fois et conservés par la suite au Musée national de Corée. Cependant, le Jikji, édition bouddhique et privée du Koryŏ, ne fait pas partie de l'ensemble des documents emportés par des militaires français lors de l'expédition punitive de l'Amiral Roze de 1866 : ouvrages officiels produits plus tardivement par l'Etat du Chosŏn. Il n'a donc pas été inclus dans l'accord de prêt convenu entre la Corée du Sud et la France, à la suite notamment d'une réclamation déposée par les bibliothécaires de la Bibliothèque nationale.
La Corée du Sud déclare disposer des équipements et des professionnels indispensables pour accueillir le Jikji et l'exposer aux yeux du monde, celui-ci faisant partie intégrante du patrimoine culturel coréen.